# Castillo de Minowa
El castillo de Minowa (箕輪城 Minowa-jō?) fue una fortificación japonesa de estilo hirayama del siglo XVI en Takasaki, ciudad de la prefectura de Gunma. Desde 1987, sus ruinas han sido designadas como Lugar Histórico Nacional.

## Historia
Nagano Narihisa estableció su base en los terrenos alrededor del año 1500, desde donde su familia gobernó durante cuatro generaciones hasta que el Takeda Shingen tomó el castillo en 1566. Tras de la caída de Takeda, Oda Nobunaga adquirió la fortaleza en 1582, que entonces fue gobernada por Takigawa Kazumasa. Menos de un mes después, el fuerte fue derrotado por el clan Gohojo y pasó a estar bajo control de Hōjō Ujikuni desde el castillo Hachigata. En 1590, después de la caída de la familia Hōjō, Tokugawa Ieyasu adjudicó el puesto de mando a Ii Naomasa, quien renovó extensamente la fortaleza. Finalmente en 1598, Naomasa se mudó al castillo de Takasaki, por lo que Minowa quedó abandonado.

## Conservación

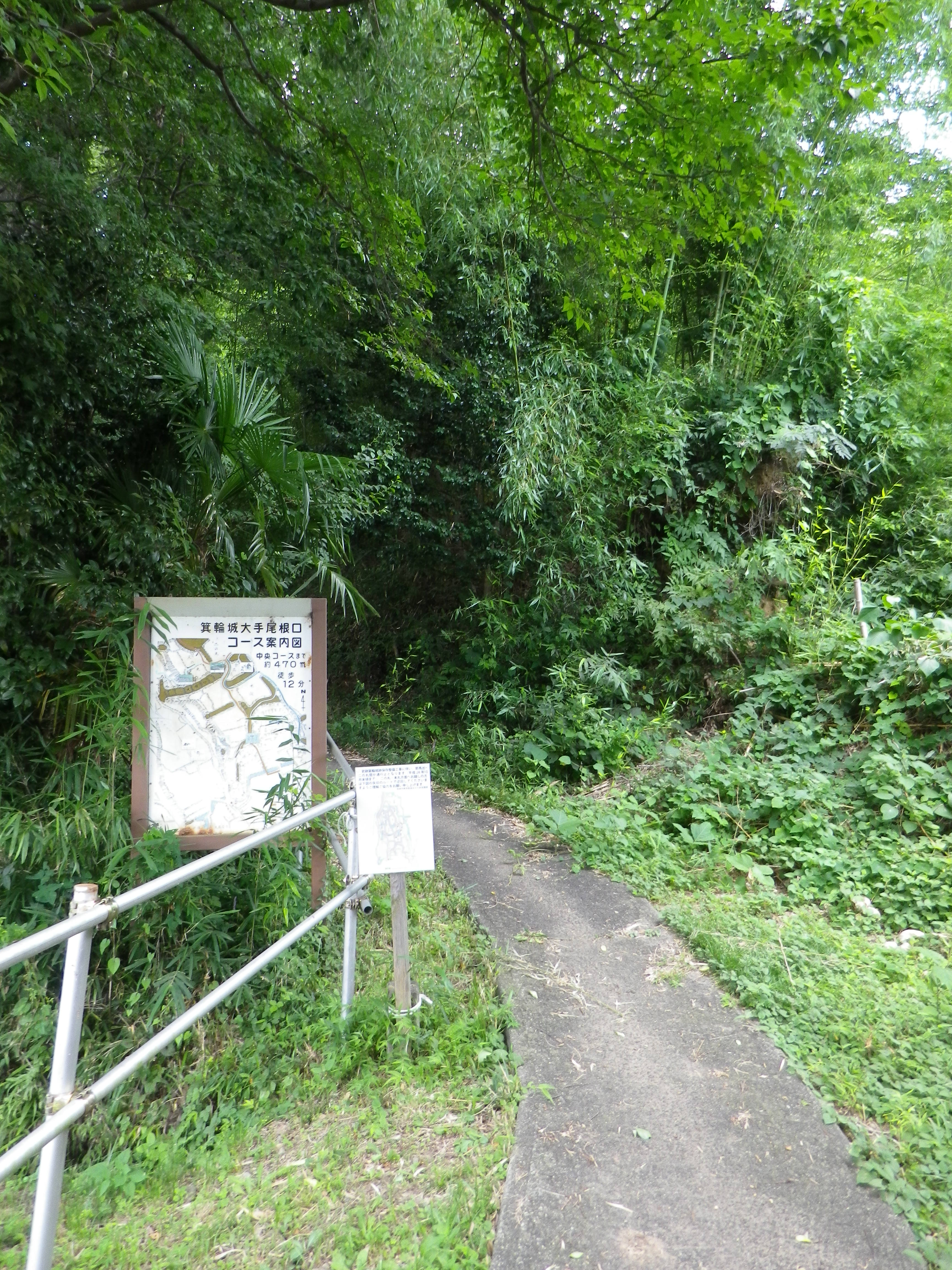
Un sendero hacia la fortaleza.

El castillo conserva fosos, muros de piedra, trincheras, algunas puertas y el puente de entrada al honmaru (anillo interior del castillo). Durante diez años la ciudad planeó la reconstrucción de la fortaleza: en 2016 se rehabilitó la puerta Umadashi y en 2022 el puente principal. Desde 1987, es considerado un Lugar Histórico Nacional y forma parte de la lista de «100 notables castillos de Japón». En octubre se celebra un festival donde los lugareños, ataviados de armaduras samuráis artesanales, desfilan hasta el castillo, donde encarnan luchas del período Sengoku recordando el asedio a Minowa.